# Розьер-сюр-Манс
Розье́р-сюр-Манс (фр. Rosières-sur-Mance) — коммуна во Франции, находится в регионе Франш-Конте. Департамент — Верхняя Сона. Входит в состав кантона Витре-сюр-Манс. Округ коммуны — Везуль.
Код INSEE коммуны — 70454.

## География
Коммуна расположена приблизительно в 280 км к юго-востоку от Парижа, в 70 км севернее Безансона, в 36 км к северо-западу от Везуля.
Вдоль северо-западной границы коммуны протекает река Аманс.

## Население
Население коммуны на 2010 год составляло 77 человек.
| 1962 | 1968 | 1975 | 1982 | 1990 | 1999 | 2010 |
| ---- | ---- | ---- | ---- | ---- | ---- | ---- |
| 127  | 167  | 138  | 103  | 92   | 74   | 77   |

## Администрация
| Период    | Период       | Фамилия       | Партия | Примечания |
| --------- | ------------ | ------------- | ------ | ---------- |
| 2001      | 2008         | Моник Буден   |        |            |
| март 2008 | октябрь 2008 | Катрин Дютрюш |        |            |
| 2008      | 2014         | Жюдит Сингрён |        |            |

## Экономика

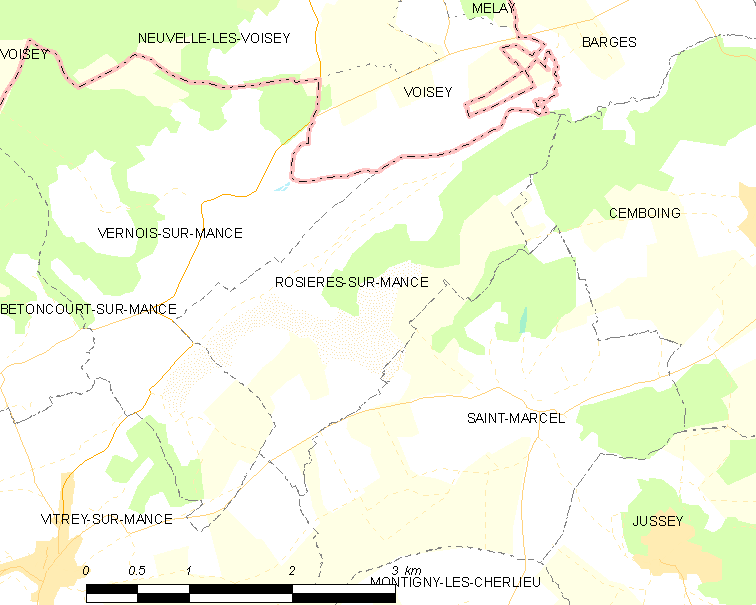
Карта коммуны

В 2010 году среди 35 человек трудоспособного возраста (15—64 лет) 23 были экономически активными, 12 — неактивными (показатель активности — 65,7 %, в 1999 году было 53,8 %). Из 23 активных жителей работали 18 человек (11 мужчин и 7 женщин), безработными было 5 (3 мужчин и 2 женщины). Среди 12 неактивных 2 человека были учениками или студентами, 4 — пенсионерами, 6 были неактивными по другим причинам.